# (16639) 1993 QD4
1993 كيو دي 4 (ويعرف أيضًا باسم (16639) 1993 كيو دي 4 وفق تسمية الكوكب الصغير) (بالإنجليزية: 1993 QD4)‏ هو كويكب ضمن حزام الكويكبات؛ وترتيبه 16639 من حيث الاكتشاف.
اكتُشف هذا الجُرم الفلكي بواسطة إيريك والتر إلست في 18 أغسطس 1993.

## وصلات خارجية
- (16639) 1993 QD4 في قاعدة بيانات مختبر الدفع النفاث لأجرام النظام الشمسي الصغيرة

- الاكتشاف · مخطط المدار ·  العناصر المدارية · المعلمات المادية

- (16639) 1993 QD4 على موقع ويكي سكاي: DSS2, SDSS, GALEX, IRAS, Hydrogen α, X-Ray, Astrophoto, Sky Map, Articles and images